# Arnold Dyck
Arnold (Abram Bernhard) Dyck (1889 – 1970) is een auteur van werken in het Plautdietsch. Plautdietsch is de internationaal bekende aanduiding voor de oude, eigen taal van mennonieten. Hij wordt ook wel gezien als grondlegger van de literatuur van de Rusland-Duitsers. Dyck werd geboren in Hochfeld, een plaats in de Yazykovo-kolonie, Oekraïne. Hij studeerde aan de Mennonitischen Handelsschule in Jekaterinoslav. Na de Eerste Wereldoorlog emigreerde hij naar Steinbach in Canada.